# Elina Lampela
Elina Lampela (18 de febrero de 1998) es una deportista de Finlandia que compite en atletismo. Ganó una medalla de bronce en el Campeonato Europeo de Atletismo por Equipos de 2021, en la prueba de salto con pértiga.